# Jatobá (kommun i Brasilien, Maranhão)
Jatobá är en kommun i Brasilien.   Den ligger i delstaten Maranhão, i den östra delen av landet, 1 200 km norr om huvudstaden Brasília. Antalet invånare är 8 526.
Omgivningarna runt Jatobá är huvudsakligen savann. Runt Jatobá är det glesbefolkat, med 18 invånare per kvadratkilometer.